# Pedro Bigas
Pedro Bigas Rigo (Palma de Mallorca, 15 mei 1990) is een Spaans voetballer die doorgaans als centrale verdediger speelt. Hij tekende in 2015 bij Las Palmas, dat hem overnam van RCD Mallorca.

## Clubcarrière
Bigas is afkomstig uit de jeugd van Mallorca. In 2010 verruilde hij CD Montuïri voor Atlético Baleares. In 2011 keerde de centrumverdediger terug bij Mallorca, waar hij 99 competitieduels zou spelen. In juli 2015 trok Bigas transfervrij naar Las Palmas. Hij zette zijn handtekening onder een tweejarig contract bij de promovendus. Op 22 augustus 2015 debuteerde hij voor zijn nieuwe club hop het veld van Atlético Madrid.
 In november 2016 tekende hij een verbeterd contract, dat hem tot juni 2021 aan de club verbindt.